# Campionato mondiale maschile di pallacanestro 2010
Il XVI Campionato mondiale maschile di pallacanestro sì è svolto in Turchia dal 28 agosto al 12 settembre 2010. La competizione ha visto tornare alla vittoria gli Stati Uniti, che tornano a vincere il titolo mondiale dopo 16 anni: per loro si tratta del 4º titolo, mentre per i padroni di casa della Turchia l'edizione casalinga ha portato al primo podio, così come primo podio per la Lituania.

## Squadre partecipanti

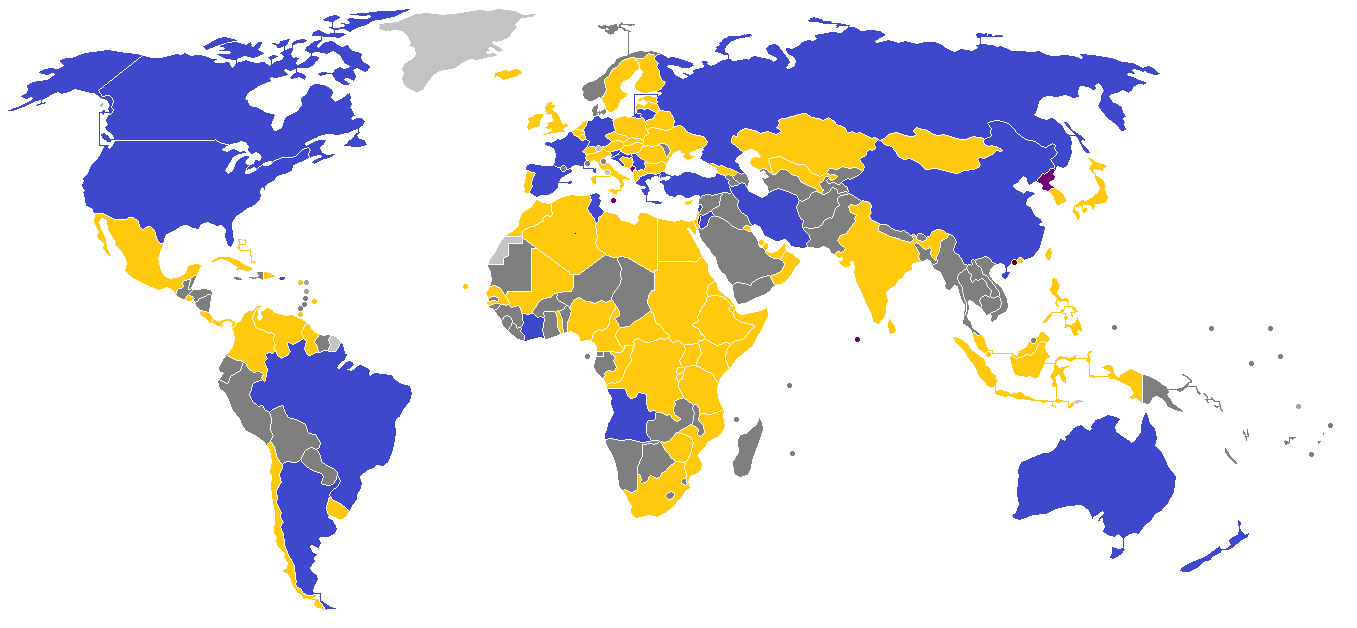
Nazioni qualificate in blu; in giallo quelle che non si sono qualificate ed in grigio quelle che non hanno partecipato alle qualificazioni.

Come per la precedente edizione sono qualificate 24 squadre, divise per la fase eliminatoria in 4 gruppi da 6 ciascuno. Le prime quattro squadre classificate di ogni gruppo, accedono alla fase ad eliminazione diretta.
La Turchia si è qualificata come paese ospitante. Gli Stati Uniti hanno ottenuto la qualificazione quale squadra vincitrice del torneo olimpico di Pechino 2008. Altre 18 squadre si sono qualificate alla fase finale attraverso tornei continentali (6 per l'Europa, 4 per le Americhe, 3 per l'Asia, e per l'Africa e 2 per l'Oceania). Le ultime 4 squadre (wild-card) sono state decise dalla FIBA il 12 dicembre 2009, e sono state la Germania, il Libano, la Lituania e la Russia.
I gironi sono stati sorteggiati il 15 dicembre 2009 a Istanbul.
| Gruppo A - Argentina - Serbia - Australia - Germania - Angola - Giordania | Gruppo B - Stati Uniti - Slovenia - Brasile - Croazia - Iran - Tunisia | Gruppo C - Grecia - Turchia - Porto Rico - Russia - Cina - Costa d'Avorio | Gruppo D - Spagna - Francia - Canada - Lituania - Nuova Zelanda - Libano |

## Rose delle squadre
All'inizio del torneo tutte le 24 nazionali avranno un roster di 12 giocatori.
Rispetto agli ultimi eventi internazionali di basket maschile, Olimpiadi e Mondiali in primis, si sono registrate moltissime assenze, dovute sia a rinunce sia a infortuni, tra i campioni NBA più rappresentativi. Oltre agli USA, che hanno portato un roster completamente diverso dal Redeem Team di Pechino 2008 e di livello nettamente inferiore, non hanno preso parte alla competizione i vari Nowitzki, Ming, Ginóbili, Nocioni, Nash, Bogut, Kirilenko, Parker e Pau Gasol.

## Sedi delle partite
Ogni girone di qualificazione è stato giocato in una città diversa: a Kayseri (gruppo A), Istanbul (Gruppo B), Ankara (Gruppo C), e Smirne (gruppo D). La fase finale si è trasferita al Sinan Erdem Spor Salonu di Istanbul che ha una capacità di 16.000 spettatori. L'Ankara Arena, completata nel 2010, e la Kadir Has Arena, completata nel 2008, sono state costruite per il campionato, mentre gli altri tre palazzetti sono stati ristrutturati per l'evento.
| Gruppi preliminari            | Gruppi preliminari                     | Gruppi preliminari              | Gruppi preliminari                 | Fase finale                                       |
| ----------------------------- | -------------------------------------- | ------------------------------- | ---------------------------------- | ------------------------------------------------- |
| Ankara                        | Smirne                                 | Kayseri                         | Istanbul                           | Istanbul                                          |
| Ankara Arena Capacità: 11,000 | Halkapınar Sport Hall Capacità: 10,000 | Kadir Has Arena Capacità: 7,200 | Abdi İpekçi Arena Capacità: 12,500 | Sinan Erdem Spor Salonu Capacità: 15,500 (22,500) |
|                               |                                        |                                 |                                    |                                                   |

## Arbitri
Per il torneo la FIBA ha selezionato 40 arbitri:
- Samir Abaakil
- Juan Arteaga
- Murat Biricik
- José Aníbal Carrión
- Guerrino Cerebuch
- Marcos Fornies Benito
- William Gene Kennedy
- Oļegs Latiševs
- Qiao Longsheng
- Eddie Viator
- Recep Ankaralı
- Romualdas Brazauskas
- David Chambom
- Chrīstos Christodoulou
- Yuji Hirahara
- Carlos José Julio
- José Martín
- José Hernán Melgarejo Pinto
- Reynaldo Antonio Mercedes Sánchez
- Stephen Seibel

- Ilija Belošević
- Scott Jason Butler
- Marwan Egho
- Pablo Alberto Estévez
- Vitalis Odhiambo Gode
- Carl Jungebrand
- Cristiano Jesus Maranho
- Saša Pukl
- Fernando Rocha
- Héctor Sánchez
- Heros Avanessian
- Michael Aylen
- Anthony Dewayne Jordan
- Srđan Dožai
- Juan José Fernández
- Milivoje Jovčić
- Luigi Lamonica
- Borys Ryschyk
- Jorge Vázquez
- Jakub Zamojski

## Calendario

### Fase a gruppi
Le 24 squadre divise in 4 gruppi si sono affrontate in gironi all'italiana in cui vengono assegnati 2 punti per ogni vittoria e 1 per la sconfitta, al termine le prime 4 classificate di ogni raggruppamento si sono qualificate per la fase ad eliminazione diretta a partire dagli ottavi di finale. A parità di punteggio vale la classifica avulsa dagli scontri diretti tra le squadre coinvolte.

#### Gruppo A
| Squadra   | P.ti | G | V | P | PF  | PS  | DP   |
| --------- | ---- | - | - | - | --- | --- | ---- |
| Serbia    | 9    | 5 | 4 | 1 | 465 | 356 | +109 |
| Argentina | 9    | 5 | 4 | 1 | 413 | 379 | +34  |
| Australia | 8    | 5 | 3 | 2 | 381 | 341 | +40  |
| Angola    | 7    | 5 | 2 | 3 | 340 | 414 | -74  |
| Germania  | 7    | 5 | 2 | 3 | 378 | 402 | -24  |
| Giordania | 5    | 5 | 0 | 5 | 361 | 446 | -85  |

| Arbitri: | José Carrión Murat Biricik Samir Abaakil |

|                   |          |           |
| Marić 23          | Punti    | 20 Abbas  |
| Andersen 4        | Assist   | 9 Daghles |
| Andersen, Marić 9 | Rimbalzi | 10 Abbas  |

| Arbitri: | Juan Arteaga Longsheng Qiao Marcos Fornies Benito |

|                    |          |              |
| Cipriano 10        | Punti    | 22 Rašić     |
| cinque giocatori 1 | Assist   | 7 Veličković |
| Ambrósio 7         | Rimbalzi | 8 Kešelj     |

| Arbitri: | William Gene Kennedy Eddie Viator Olegs Latisevs |

|           |          |            |
| Greene 20 | Punti    | 27 Delfino |
| Hamann 5  | Assist   | 5 Prigioni |
| Jagla 10  | Rimbalzi | 8 Delfino  |

| Arbitri: | William Gene Kennedy Eddie Viator Olegs Latisevs |

|           |          |                               |
| Wright 18 | Punti    | 16 Lutonda                    |
| Daghles 5 | Assist   | 3 Almeida, Ambrósio, Cipriano |
| Abbas 11  | Rimbalzi | 6 Almeida, Ambrósio, Gomes    |

| Arbitri: | José Carrión Marcos Fornies Benito Samir Abaakil |

|              |          |          |
| Perović 20   | Punti    | 22 Jagla |
| Marković 7   | Assist   | 4 Jagla  |
| Veličković 9 | Rimbalzi | 9 Jagla  |

| Arbitri: | Juan Arteaga Guerrino Cerebuch Longsheng Qiao |

|            |          |            |
| Scola 31   | Punti    | 22 Ingles  |
| Prigioni 7 | Assist   | 5 Mills    |
| Jasen 10   | Rimbalzi | 10 Nielsen |

| Arbitri: | Guerrino Cerebuch Eddie Viator Longsheng Qiao |

|            |          |                      |
| Daghles 19 | Punti    | 21 Kešelj, Savanović |
| Daghles 4  | Assist   | 8 Rašić              |
| Idais 7    | Rimbalzi | 7 Savanović          |

| Arbitri: | William Gene Kennedy Juan Arteaga Murat Biricik |

|            |          |                |
| Mills 16   | Punti    | 11 Benzing     |
| Mills 7    | Assist   | 3 Schaffartzik |
| Andersen 8 | Rimbalzi | 7 Pleiß        |

| Arbitri: | José Carrión Samir Abaakil Marcos Fornies Benito |

|          |          |                  |
| Gomes 16 | Punti    | 32 Scola         |
| Gomes 5  | Assist   | 4 Delfino, Jasen |
| Gomes 7  | Rimbalzi | 8 Scola          |

| Arbitri: | José Carrión William Gene Kennedy Eddie Viator |

|             |          |            |
| Teodosić 19 | Punti    | 13 Newley  |
| Teodosić 3  | Assist   | 6 Mills    |
| Krstić 10   | Rimbalzi | 7 Andersen |

| Arbitri: | Guerrino Cerebuch Juan Arteaga Samir Abaakil |

|                |          |                   |
| Jagla 23       | Punti    | 30 Cipriano       |
| Hamann 5       | Assist   | 3 Morais, Almeida |
| Schaffartzik 7 | Rimbalzi | 14 Gomes          |

| Arbitri: | Murat Biricik Marcos Fornies Benito Olegs Latisevs |

|            |          |           |
| Scola 30   | Punti    | 22 Wright |
| Prigioni 9 | Assist   | 4 Daghles |
| Scola 13   | Rimbalzi | 10 Abbas  |

| Arbitri: | Marcos Fornies Benito Olegs Latisevs Samir Abaakil |

|                     |          |                   |
| Jerónimo, Lutonda 9 | Punti    | 11 Mills          |
| Bonifácio 3         | Assist   | 6 Nielsen         |
| Gomes 5             | Rimbalzi | 7 Newley, Nielsen |

| Arbitri: | William Gene Kennedy Juan Arteaga Murat Biricik |

|                  |          |              |
| Scola 32         | Punti    | 19 Savanović |
| Prigioni 9       | Assist   | 4 Teodosić   |
| Scola, Delfino 7 | Rimbalzi | 8 Krstić     |

| Arbitri: | Guerrino Cerebuch Longsheng Qiao Eddie Viator |

|                   |          |              |
| Daghles 22        | Punti    | 23 Pleiß     |
| Daghles, Wright 6 | Assist   | 4 Hamann     |
| al-Khas 9         | Rimbalzi | 10 Ohlbrecht |

#### Gruppo B
| Squadra     | P.ti | G | V | P | PF  | PS  | DP   |
| ----------- | ---- | - | - | - | --- | --- | ---- |
| Stati Uniti | 10   | 5 | 5 | 0 | 455 | 331 | +124 |
| Slovenia    | 9    | 5 | 4 | 1 | 393 | 376 | +17  |
| Brasile     | 8    | 5 | 3 | 2 | 398 | 354 | +44  |
| Croazia     | 7    | 5 | 2 | 3 | 395 | 407 | -12  |
| Iran        | 6    | 5 | 1 | 4 | 301 | 367 | -66  |
| Tunisia     | 5    | 5 | 0 | 5 | 300 | 407 | -107 |

| Arbitri: | Romualdas Brazauskas José Hernán Melgarejo Pinto Stephen Seibel |

|                    |          |           |
| Slimane 11         | Punti    | 16 Dragić |
| Slimane, Kechrid 2 | Assist   | 8 Dragić  |
| Mejri 6            | Rimbalzi | 7 Vidmar  |

| Arbitri: | Reynaldo Antonio Mercedes Sanchez Yuji Hirahara Chrīstos Christodoulou |

|                             |          |               |
| Gordon 16                   | Punti    | 17 Bogdanović |
| Billups, Curry, Westbrook 4 | Assist   | 4 Ukić        |
| Love 10                     | Rimbalzi | 8 Tomić       |

| Arbitri: | Recep Ankarali José Martin David Chambon |

|            |          |                      |
| Haddadi 16 | Punti    | 17 Guilherme         |
| Kamrani 4  | Assist   | 9 Marcelinho Huertas |
| Haddadi 9  | Rimbalzi | 8 Marquinhos         |

| Arbitri: | José Martín Chrīstos Christodoulou Stephen Seibel |

|                     |          |                 |
| Nachbar 13          | Punti    | 22 Durant       |
| Bečirovič, Dragić 4 | Assist   | 5 Billups, Rose |
| Nachbar 4           | Rimbalzi | 11 Love         |

| Arbitri: | Romualdas Brazauskas Recep Ankarali Carlos José Julio |

|                     |          |            |
| Ukić, Bogdanović 13 | Punti    | 27 Haddadi |
| Ukić 4              | Assist   | 4 Davari   |
| Tomić, Banić 7      | Rimbalzi | 9 Haddadi  |

| Arbitri: | David Chambon Reynaldo Antonio Mercedes Sanchez Yuji Hirahara |

|                                 |          |            |
| Leandrinho 21                   | Punti    | 15 Kechrid |
| Marcelinho Huertas, Guilherme 3 | Assist   | 3 Kechrid  |
| Leandrinho 6                    | Rimbalzi | 8 Slimane  |

| Arbitri: | Reynaldo Antonio Mercedes Sanchez Yuji Hirahara David Chambon |

|                    |          |         |
| Slokar, Lakovič 15 | Punti    | 20 Ukić |
| Lakovič, Dragić 4  | Assist   | 7 Ukić  |
| Brezec 8           | Rimbalzi | 9 Žorić |

| Arbitri: | José Martin José Hernán Melgarejo Pinto Carlos José Julio |

|                        |          |            |
| Ben Romdhane, Mejri 10 | Punti    | 23 Haddadi |
| Hdidane, Slimane 3     | Assist   | 3 Kamrani  |
| Mejri 9                | Rimbalzi | 13 Haddadi |

| Arbitri: | Romualdas Brazauskas Chrīstos Christodoulou Stephen Seibel |

|           |          |                      |
| Durant 27 | Punti    | 16 Marquinhos        |
| Billups 3 | Assist   | 5 Marcelinho Huertas |
| Durant 10 | Rimbalzi | 10 Tiago             |

| Arbitri: | Romualdas Brazauskas Stephen Seibel Carlos Josè Julio |

|                     |          |                 |
| Bogdanović 19       | Punti    | 23 Ben Romdhane |
| Popović, Planinić 5 | Assist   | 4 Knioua        |
| Tomić 9             | Rimbalzi | 6 Slimane       |

| Arbitri: | David Chambon Yuji Hirahara José Hernán Melgarejo Pinto |

|                   |          |            |
| Haddadi19         | Punti    | 13 Love    |
| Davoudi 2         | Assist   | 5 Curry    |
| Kazemi, Haddadi 5 | Rimbalzi | 7 Chandler |

| Arbitri: | José Martin Recep Anakarali Reynaldo Antonio Mercedes Sanchez |

|                       |          |             |
| Marcelinho 20         | Punti    | 20 Lakovič  |
| Marcelinho Huertas 10 | Assist   | 4 Bečirovič |
| Anderson, Tiago 4     | Rimbalzi | 9 Bečirovič |

| Arbitri: | Recep Ankarali Carlos José Julio José Hernán Melgarejo Pinto |

|                 |          |                       |
| Gordon 21       | Punti    | 15 Kechrid            |
| sei giocatori 2 | Assist   | 2 Dhifallah           |
| Iguodala 6      | Rimbalzi | 8 Ben Romdhane, Mejri |

| Arbitri: | Yuji Hirahara Chrīstos Christodoulou Reynaldo Antonio Mercedes Sanchez |

|             |          |            |
| Dragić 18   | Punti    | 15 Haddadi |
| Bečirovič 3 | Assist   | 4 Davari   |
| Dragić 6    | Rimbalzi | 14 Kazemi  |

| Arbitri: | Romualdas Brazauskas Stephen Seibel David Chambon |

|                      |          |                      |
| Marcelinho 18        | Punti    | 15 Popović           |
| Marcelinho Huertas 6 | Assist   | 3 Tomas              |
| Anderson 12          | Rimbalzi | 6 Bogdanović, Lončar |

#### Gruppo C
| Squadra        | P.ti | G | V | P | PF  | PS  | DP   |
| -------------- | ---- | - | - | - | --- | --- | ---- |
| Turchia        | 10   | 5 | 5 | 0 | 393 | 285 | +108 |
| Russia         | 9    | 5 | 4 | 1 | 365 | 346 | +19  |
| Grecia         | 8    | 5 | 3 | 2 | 403 | 370 | +33  |
| Cina           | 6    | 5 | 1 | 4 | 360 | 422 | -62  |
| Porto Rico     | 6    | 5 | 1 | 4 | 386 | 401 | -15  |
| Costa d'Avorio | 6    | 5 | 1 | 4 | 334 | 417 | -83  |

| Arbitri: | Pablo Estévez Ilija Belošević Vitalis Odhiambo Gode |

|                      |          |       |
| Mpourousīs, Zīsīs 21 | Punti    | 26 Yi |
| Diamantidīs 6        | Assist   | 4 Sun |
| Mpourousīs 8         | Rimbalzi | 14 Yi |

| Arbitri: | Carl Jungebrand Scott Butler Cristiano Jesus Maranho |

|              |          |                   |
| Monja 16     | Punti    | 25 Barea          |
| Ponkrašov 11 | Assist   | 4 Barea, Vassallo |
| Voroncevič 9 | Rimbalzi | 9 Ramos           |

| Arbitri: | Saša Pukl Fernando ROCHA Marwan EGHO |

|                           |          |         |
| Kalé 10                   | Punti    | 18 Onan |
| Diabaté, Lamizana, Koné 2 | Assist   | 4 Güler |
| Kalé 9                    | Rimbalzi | 12 Aşık |

| Arbitri: | Pablo Estévez Cristiano Jesus Maranho Vitalis Odhiambo Gode |

|        |          |                  |
| Yi 26  | Punti    | 20 Diabaté       |
| Ding 4 | Assist   | 3 Diabaté        |
| Yi 9   | Rimbalzi | 7 Diabaté, Abouo |

| Arbitri: | Carl Jungebrand Héctor Sánchez Fernando Rocha |

|            |          |               |
| Barea 20   | Punti    | 28 Spanoulīs  |
| Barea 4    | Assist   | 7 Diamantidīs |
| Vassallo 9 | Rimbalzi | 9 Mpourousīs  |

| Arbitri: | Saša Pukl Ilija Belošević Scott Jason BUTLER |

|             |          |                |
| Türkoğlu 14 | Punti    | 13 Kaun, Monja |
| Tunçeri 4   | Assist   | 4 Monja        |
| İlyasova 10 | Rimbalzi | 9 Voroncevič   |

| Arbitri: | Ilija Belošević Fernando Rocha Héctor Sánchez |

|                   |          |                   |
| Mozgov 19         | Punti    | 16 Koné           |
| Monja 4           | Assist   | 3 Diabaté, Amagou |
| Chvostov, Kaun 10 | Rimbalzi | 8 Lamizana        |

| Arbitri: | Saša Pukl Scott Jason BUTLER Marwan EGHO |

|             |          |       |
| Vassallo 22 | Punti    | 24 Yi |
| Barea 9     | Assist   | 5 Sun |
| Balkman 13  | Rimbalzi | 7 Yi  |

| Arbitri: | Carl Jungebrand Pablo Estévez Cristiano Jesus Maranho |

|               |          |                   |
| Mpourousīs 15 | Punti    | 26 İlyasova       |
| Calathes 4    | Assist   | 4 Arslan, Tunçeri |
| Mpourousīs 7  | Rimbalzi | 8 Gönlüm          |

| Arbitri: | Carl Jungebrand Cristiano Jesus Maranho Héctor Sánchez |

|            |          |          |
| Sun 19     | Punti    | 17 Monja |
| Guo, Liu 4 | Assist   | 6 Monja  |
| Yi 9       | Rimbalzi | 14 Kaun  |

| Arbitri: | Pablo Estévez Marwan Egho Vitalis Odhiambo Gode |

|           |          |                        |
| Assié 11  | Punti    | 15 Calathes            |
| Diabaté 6 | Assist   | 8 Calathes             |
| Assié 7   | Rimbalzi | 7 Mpourousīs, Calathes |

| Arbitri: | Saša Pukl Scott Butler Ilija Belošević |

|                     |          |             |
| Türkoğlu 16         | Punti    | 19 Vassallo |
| Tunçeri, Türkoğlu 5 | Assist   | 8 Rivera    |
| İlyasova 13         | Rimbalzi | 12 Ramos    |

| Arbitri: | Ilija Belošević Héctor Sánchez Vitalis Odhiambo Gode |

|            |          |           |
| Barea 19   | Punti    | 19 Abouo  |
| Barea 7    | Assist   | 8 Diabaté |
| Balkman 10 | Rimbalzi | 10 Koné   |

| Arbitri: | Saša Pukl Cristiano Jesus MARANHO Fernando ROCHA |

|                   |          |             |
| Schortsianitīs 16 | Punti    | 18 Mozgov   |
| 4 giocatori 2     | Assist   | 6 Ponkrašov |
| Schortsianitis 9  | Rimbalzi | 6 Voronov   |

| Arbitri: | Carl Jungebrand Pablo Estévez Marwan Egho |

|          |          |                 |
| Savaş 20 | Punti    | 15 Sun          |
| Güler 7  | Assist   | 2 Ding, Yu, Sun |
| Aşık 13  | Rimbalzi | 9 Su            |

#### Gruppo D
| Squadra       | P.ti | G | V | P | PF  | PS  | DP   |
| ------------- | ---- | - | - | - | --- | --- | ---- |
| Lituania      | 10   | 5 | 5 | 0 | 391 | 341 | +50  |
| Spagna        | 8    | 5 | 3 | 2 | 420 | 356 | +64  |
| Nuova Zelanda | 8    | 5 | 3 | 2 | 424 | 400 | +24  |
| Francia       | 8    | 5 | 3 | 2 | 351 | 339 | +12  |
| Libano        | 6    | 5 | 1 | 4 | 339 | 440 | -101 |
| Canada        | 5    | 5 | 0 | 5 | 330 | 379 | -49  |

| Arbitri: | Anthony Jordan Srđan Dožai Milivoje Jovčić |

|                 |          |                       |
| Penney 37       | Punti    | 27 Kleiza             |
| Cameron, Tait 3 | Assist   | 4 Kalnietis, Mačiulis |
| Abercrombie 11  | Rimbalzi | 8 Kleiza              |

| Arbitri: | Luigi Lamonica Borys Ryžyk Heros Avanesian |

|            |          |                     |
| Anthony 17 | Punti    | 31 el-Khatib        |
| Brown 6    | Assist   | 3 Rustom, Vroman    |
| Kendall 11 | Rimbalzi | 8 el-Khatib, Vroman |

| Arbitri: | Jorge Vázquez Michael Aylen Juan José Fernandez |

|                  |          |            |
| Gelabale 16      | Punti    | 17 Navarro |
| Bokolo, Diaw 5   | Assist   | 3 Rubio    |
| Diaw, Gelabale 6 | Rimbalzi | 7 Gasol    |

| Arbitri: | Luigi Lamonica Jakub Zamojski Juan José Fernández |

|           |          |             |
| Kleiza 18 | Punti    | 15 Anderson |
| Pocius 4  | Assist   | 5 Anderson  |
| Kleiza 10 | Rimbalzi | 11 Kendall  |

| Arbitri: | Anthony Jordan Milivoje Jovčić Michael Aylen |

|           |          |             |
| Vroman 19 | Punti    | 18 Gelabale |
| Rustom 4  | Assist   | 8 Diaw      |
| Freije 8  | Rimbalzi | 9 Mahinmi   |

| Arbitri: | Jorge Vázquez Borys Ryžyk Heros Avanesian |

|              |          |                       |
| Gasol 22     | Punti    | 21 Penney             |
| Rubio 11     | Assist   | 4 Cameron             |
| Fernández 12 | Rimbalzi | 6 Vukona, Abercrombie |

| Arbitri: | Borys Ryžyk Jakub Zamojski Juan José Fernández |

|                          |          |              |
| Penney 26                | Punti    | 18 el-Khatib |
| Cameron, Jones, Vukona 4 | Assist   | 4 Mahmoud    |
| Vukona, Abercrombie 7    | Rimbalzi | 7 el-Khatib  |

| Arbitri: | Srđan Dožai Jorge Vázquez Michael Aylen |

|                |          |            |
| Batum 24       | Punti    | 15 Kendall |
| Diaw 5         | Assist   | 3 Kendall  |
| Batum, Koffi 7 | Rimbalzi | 5 Anthony  |

| Arbitri: | Luigi Lamonica Anthony Jordan Milivoje Jovčić |

|                   |          |                    |
| Navarro, Gasol 18 | Punti    | 17 Kleiza          |
| Garbajosa 3       | Assist   | 5 Kalnietis        |
| Fernández 9       | Rimbalzi | 8 Kleiza, Javtokas |

| Arbitri: | Borys Ryžyk Milivoje Jovčić Jakub Zamojski |

|             |          |                |
| Shepherd 15 | Punti    | 18 Penney      |
| Kendall 4   | Assist   | 3 Tait         |
| Kendall 7   | Rimbalzi | 10 Abercrombie |

| Arbitri: | Srđan Dožai Luigi Lamonica Heros Avanesian |

|                      |          |          |
| Vroman 22            | Punti    | 25 Gasol |
| Abdel-Nour, Vroman 2 | Assist   | 7 Rubio  |
| Vroman 9             | Rimbalzi | 9 Reyes  |

| Arbitri: | Jorge Vázquez Anthony Jordan Juan José Fernández |

|             |          |          |
| Mačiulis 19 | Punti    | 13 Batum |
| Kleiza 3    | Assist   | 3 Batum  |
| Javtokas 5  | Rimbalzi | 6 Diaw   |

| Arbitri: | Michael Aylen Borys Ryžyk Juan Josè Fernández |

|                       |          |                        |
| Fernández, Vázquez 19 | Punti    | 14 Olynyk              |
| Rubio 8               | Assist   | 2 Anderson, Doornekamp |
| Reyes, Gasol 9        | Rimbalzi | 6 Anthony              |

| Arbitri: | Jorge Vázquez Milivoje Jovčić Jakub Zamojski |

|                      |          |                                |
| Fahed 19             | Punti    | 17 Seibutis                    |
| Rustom 5             | Assist   | 4 Delininkaitis                |
| Abdel-Nour, Rustom 6 | Rimbalzi | 7 Klimavičius, Andriuškevičius |

| Arbitri: | Luigi Lamonica Srđan Dožai Heros Avanesian |

|           |          |           |
| Penney 25 | Punti    | 13 Bokolo |
| Cameron 6 | Assist   | 4 de Colo |
| Vukona 6  | Rimbalzi | 8 Piétrus |

### Fase ad eliminazione diretta
|  | Ottavi di finale | Ottavi di finale |                   |     | Quarti di finale          | Quarti di finale          |                   |                   | Semifinali | Semifinali |  |  | Finale | Finale |
|  |                  |                  |                   |     |                           |                           |                   |                   |            |            |  |  |        |        |
|  | 4 settembre 2010 |                  |                   |     |                           |                           |                   |                   |            |            |  |  |        |        |
|  |                  |                  |                   |     |                           |                           |                   |                   |            |            |  |  |        |        |
|  | Serbia           | 73               |                   |     |                           |                           |                   |                   |            |            |  |  |        |        |
|  | Serbia           | 73               | 8 settembre 2010  |     |                           |                           |                   |                   |            |            |  |  |        |        |
|  | Croazia          | 72               |                   |     |                           |                           |                   |                   |            |            |  |  |        |        |
|  | Croazia          | 72               | Serbia            | 92  |                           |                           |                   |                   |            |            |  |  |        |        |
|  | 4 settembre 2010 |                  | Serbia            | 92  |                           |                           |                   |                   |            |            |  |  |        |        |
|  |                  | Spagna           | 89                |     |                           |                           |                   |                   |            |            |  |  |        |        |
|  | Spagna           | Spagna           | 89                | 80  |                           |                           |                   |                   |            |            |  |  |        |        |
|  | Spagna           |                  | 11 settembre 2010 | 80  |                           |                           |                   |                   |            |            |  |  |        |        |
|  | Grecia           | 72               |                   |     |                           |                           |                   |                   |            |            |  |  |        |        |
|  | Grecia           | 72               | Serbia            | 82  |                           |                           |                   |                   |            |            |  |  |        |        |
|  | 5 settembre 2010 |                  | Serbia            | 82  |                           |                           |                   |                   |            |            |  |  |        |        |
|  |                  | Turchia          | 83                |     |                           |                           |                   |                   |            |            |  |  |        |        |
|  | Turchia          | Turchia          | 83                | 95  |                           |                           |                   |                   |            |            |  |  |        |        |
|  | Turchia          | 8 settembre 2010 |                   | 95  |                           |                           |                   |                   |            |            |  |  |        |        |
|  | Francia          | 77               |                   |     |                           |                           |                   |                   |            |            |  |  |        |        |
|  | Francia          | 77               | Turchia           | 95  |                           |                           |                   |                   |            |            |  |  |        |        |
|  | 5 settembre 2010 |                  | Turchia           | 95  |                           |                           |                   |                   |            |            |  |  |        |        |
|  |                  | Slovenia         | 68                |     |                           |                           |                   |                   |            |            |  |  |        |        |
|  | Slovenia         | Slovenia         | 68                | 87  |                           |                           |                   |                   |            |            |  |  |        |        |
|  | Slovenia         |                  | 12 settembre 2010 | 87  |                           |                           |                   |                   |            |            |  |  |        |        |
|  | Australia        | 58               |                   |     |                           |                           |                   |                   |            |            |  |  |        |        |
|  | Australia        | 58               | Turchia           | 64  |                           |                           |                   |                   |            |            |  |  |        |        |
|  | 6 settembre 2010 |                  | Turchia           | 64  |                           |                           |                   |                   |            |            |  |  |        |        |
|  |                  | Stati Uniti      | 81                |     |                           |                           |                   |                   |            |            |  |  |        |        |
|  | Stati Uniti      | Stati Uniti      | 81                | 121 |                           |                           |                   |                   |            |            |  |  |        |        |
|  | Stati Uniti      | 9 settembre 2010 |                   | 121 |                           |                           |                   |                   |            |            |  |  |        |        |
|  | Angola           | 66               |                   |     |                           |                           |                   |                   |            |            |  |  |        |        |
|  | Angola           | 66               | Stati Uniti       | 89  |                           |                           |                   |                   |            |            |  |  |        |        |
|  | 6 settembre 2010 |                  | Stati Uniti       | 89  |                           |                           |                   |                   |            |            |  |  |        |        |
|  |                  | Russia           | 79                |     |                           |                           |                   |                   |            |            |  |  |        |        |
|  | Russia           | Russia           | 79                | 78  |                           |                           |                   |                   |            |            |  |  |        |        |
|  | Russia           |                  | 11 settembre 2010 | 78  |                           |                           |                   |                   |            |            |  |  |        |        |
|  | Nuova Zelanda    | 56               |                   |     |                           |                           |                   |                   |            |            |  |  |        |        |
|  | Nuova Zelanda    | 56               | Stati Uniti       | 89  |                           |                           |                   |                   |            |            |  |  |        |        |
|  | 7 settembre 2010 |                  | Stati Uniti       | 89  |                           |                           |                   |                   |            |            |  |  |        |        |
|  |                  | Lituania         | 74                |     | Finale per il terzo posto | Finale per il terzo posto |                   |                   |            |            |  |  |        |        |
|  | Lituania         | Lituania         | 74                | 78  | Finale per il terzo posto | Finale per il terzo posto |                   |                   |            |            |  |  |        |        |
|  | Lituania         | 9 settembre 2010 | 9 settembre 2010  | 78  |                           |                           | 12 settembre 2010 | 12 settembre 2010 |            |            |  |  |        |        |
|  | Cina             | 9 settembre 2010 | 9 settembre 2010  | 67  |                           |                           | 12 settembre 2010 | 12 settembre 2010 |            |            |  |  |        |        |
|  | Cina             | Lituania         | 104               | 67  | Serbia                    | 88                        |                   |                   |            |            |  |  |        |        |
|  | 7 settembre 2010 | Lituania         | 104               |     | Serbia                    | 88                        |                   |                   |            |            |  |  |        |        |
|  |                  | Argentina        | 85                |     | Lituania                  | 99                        |                   |                   |            |            |  |  |        |        |
|  | Argentina        | Argentina        | 85                | 93  | Lituania                  | 99                        |                   |                   |            |            |  |  |        |        |
|  | Argentina        |                  |                   | 93  |                           |                           |                   |                   |            |            |  |  |        |        |
|  | Brasile          | 89               |                   |     |                           |                           |                   |                   |            |            |  |  |        |        |
|  | Brasile          | 89               |                   |     |                           |                           |                   |                   |            |            |  |  |        |        |

|  | Torneo di qualificazione | Torneo di qualificazione | Torneo di qualificazione |           |        | Quinto posto  | Quinto posto  | Quinto posto  |  |
|  |                          |                          |                          |           |        |               |               |               |  |
|  | Spagna                   | Spagna                   | 97                       |           |        |               |               |               |  |
|  | Spagna                   | Spagna                   | 97                       |           |        |               |               |               |  |
|  | Slovenia                 | Slovenia                 | 80                       |           |        |               |               |               |  |
|  | Slovenia                 | Slovenia                 | 80                       |           | Spagna | Spagna        | 81            |               |  |
|  |                          |                          |                          |           | Spagna | Spagna        | 81            |               |  |
|  |                          |                          | Argentina                | Argentina | 86     |               |               |               |  |
|  | Russia                   | Russia                   | Argentina                | Argentina | 86     | 61            |               |               |  |
|  | Russia                   | Russia                   |                          |           |        | 61            |               |               |  |
|  | Argentina                | Argentina                | 73                       |           |        | Settimo posto | Settimo posto | Settimo posto |  |
|  | Argentina                | Argentina                | 73                       |           |        |               |               |               |  |
|  |                          |                          |                          |           |        |               |               |               |  |
|  |                          |                          |                          |           |        | Slovenia      | Slovenia      | 78            |  |
|  |                          |                          |                          |           |        | Slovenia      | Slovenia      | 78            |  |
|  |                          |                          |                          |           |        | Russia        | Russia        | 83            |  |

#### Ottavi di finale
| Arbitri: | Cristiano Jesus Maranho Anthony Jordan Scott Butler |

|           |          |            |
| Krstić 16 | Punti    | 21 Popović |
| Tepić 4   | Assist   | 5 Popović  |
| Tepić 7   | Rimbalzi | 8 Tomić    |

| Arbitri: | José Carrión William Kennedy Reynaldo Mercedes |

|            |          |             |
| Navarro 22 | Punti    | 16 Zīsīs    |
| Rubio 6    | Assist   | 3 Spanoulīs |
| Reyes 10   | Rimbalzi | 7 Fōtsīs    |

| Arbitri: | Romualdas Brazauskas Stephen Seibel Juan José Fernández |

|            |          |           |
| Lakovič 19 | Punti    | 13 Ingles |
| Dragić 8   | Assist   | 3 Mills   |
| Rizvić 5   | Rimbalzi | 8 Nielsen |

| Arbitri: | Pablo Estévez Jorge Vázquez Luigi Lamonica |

|             |          |         |
| Türkoğlu 20 | Punti    | 21 Diaw |
| Türkoğlu 3  | Assist   | 4 Diaw  |
| İlyasova 5  | Rimbalzi | 5 Diaw  |

| Arbitri: | Milivoje Jovčić Borys Ryžyk Samir Abaakil |

|                   |          |            |
| Billups 19        | Punti    | 21 Gomes   |
| Rose, Westbrook 6 | Assist   | 4 Morais   |
| Odom 8            | Rimbalzi | 7 Ambrósio |

| Arbitri: | Saša Pukl David Chambon Marcos Fornies Benito |

|               |          |                         |
| Voroncevič 18 | Punti    | 21 Penney               |
| Ponkrašov 7   | Assist   | 2 Penney, Vukona, Frank |
| Voroncevič 11 | Rimbalzi | 5 Vukona                |

| Arbitri: | Chrīstos Christodoulou Recep Ankarali Yuji Hirahara |

|             |          |                                |
| Kleiza 30   | Punti    | 21 Liu W.                      |
| Kalnietis 5 | Assist   | 3 Liu W., Wang Z.Z., Wang S.P. |
| Kleiza 9    | Rimbalzi | 12 Yi J.L.                     |

| Arbitri: | Carl Jungebrand Juan Arteaga Ilija Belošević |

|            |          |                                               |
| Scola 37   | Punti    | 34 Marcelinho Huertas                         |
| Prigioni 8 | Assist   | 2 Tiago, Leandrinho, Marcelinho Huertas, Alex |
| Scola 9    | Rimbalzi | 5 Tiago, Anderson                             |

#### Quarti di finale
| Arbitri: | Pablo Estévez William Kennedy Michael Aylen |

|               |          |             |
| Veličković 17 | Punti    | 27 Navarro  |
| Teodosić 8    | Assist   | 5 Navarro   |
| Krstić 9      | Rimbalzi | 6 Garbajosa |

| Arbitri: | José Carrión Anthony Jordan Cristiano Jesus Maranho |

|                         |          |                       |
| İlyasova 19             | Punti    | 16 Bečirovič, Nachbar |
| Türkoğlu 7              | Assist   | 6 Bečirovič           |
| İlyasova, Erden, Aşık 5 | Rimbalzi | 5 Brezec              |

| Arbitri: | Reynaldo Mercedes José Martín Jakub Zamojski |

|           |          |               |
| Durant 33 | Punti    | 17 Bykov      |
| Billups 5 | Assist   | 5 Chvostov    |
| Odom 12   | Rimbalzi | 12 Voroncevič |

| Arbitri: | Jorge Vázquez Guerrino Cerebuch Scott Butler |

|                       |          |                 |
| Jasaitis 19           | Punti    | 25 Delfino      |
| Kalnietis, Jankūnas 5 | Assist   | 6 Prigioni      |
| Kleiza 9              | Rimbalzi | 5 Oberto, Jasen |

#### Torneo 5º-7º posto
| Arbitri: | Romualdas Brazauskas Murat Biricik Olegs Latisevs |

|            |          |                    |
| Navarro 26 | Punti    | 19 Lakovič, Dragić |
| Navarro 7  | Assist   | 4 Lakovič          |
| Reyes 10   | Rimbalzi | 9 Brezec           |

| Arbitri: | Anthony Jordan Srđan Dožai Eddie Viator |

|             |          |            |
| Monja 17    | Punti    | 27 Scola   |
| Ponkrašov 4 | Assist   | 5 Prigioni |
| Mozgov 11   | Rimbalzi | 7 Delfino  |

| Arbitri: | Guerrino Cerebuch Recep Ankarali Fernando Rocha |

|            |          |           |
| Nachbar 20 | Punti    | 19 Mozgov |
| Dragić 7   | Assist   | 7 Bykov   |
| Slokar 7   | Rimbalzi | 7 Monja   |

| Arbitri: | José Carrión Ilija Belošević Scott Butler |

|                     |          |            |
| Fernández 31        | Punti    | 27 Delfino |
| quattro giocatori 3 | Assist   | 7 Prigioni |
| Gasol 10            | Rimbalzi | 11 Scola   |

#### Semifinali
| Arbitri: | Carl Jungebrand Marcos Fornies Benito Saša Pukl |

|                 |          |                     |
| Durant 38       | Punti    | 15 Javtokas         |
| tre giocatori 3 | Assist   | 2 quattro giocatori |
| Odom 10         | Rimbalzi | 9 Javtokas          |

| Arbitri: | José Carrión Pablo Estévez Reynaldo Mercedes |

|                  |          |             |
| Kešelj 18        | Punti    | 16 Türkoğlu |
| Teodosić 11      | Assist   | 5 Tunçeri   |
| Kešelj, Krstić 7 | Rimbalzi | 7 Aşık      |

#### Finale 3º posto
| Arbitri: | Jorge Vázquez Anthon Jordan Chrīstos Christodoulou |

|               |          |             |
| Veličković 18 | Punti    | 33 Kleiza   |
| Rašić 10      | Assist   | 5 Kalnietis |
| Krstić 8      | Rimbalzi | 10 Jasaitis |

#### Finale
| Arbitri: | Cristiano Jesus Maranho Luigi Lamonica Juan Arteaga |

|             |          |           |
| Türkoğlu 16 | Punti    | 28 Durant |
| Tunçeri 5   | Assist   | 6 Rose    |
| İlyasova 11 | Rimbalzi | 11 Odom   |

## Classifica finale
|  | Qualificata ai Giochi Olimpici Londra 2012 |

| Campione del Mondo | Campione del Mondo | Campione del Mondo |
| --- | ------------------ | --- |
| Stati Uniti4 Billups, 5 Durant, 6 Rose, 7 Westbrook, 8 Gay, 9 Iguodala, 10 Granger, 11 Curry, 12 Gordon, 13 Love, 14 Odom, 15 Chandler, All. Mike Krzyzewski |                    | |
| Argento | Turchia            | Turchia4 Akyol, 5 Güler, 6 Ermiş, 7 Onan, 8 İlyasova, 9 Erden, 10 Tunçeri, 11 Savaş, 12 Gönlüm, 13 Arslan, 14 Aşık, 15 Türkoğlu, All. Bogdan Tanjević                                               |
| Bronzo | Lituania           | Lituania4 Seibutis, 5 Kalnietis, 6 Mačiulis, 7 Pocius, 8 Gecevičius, 9 Delininkaitis, 10 Jasaitis, 11 Kleiza, 12 Klimavičius, 13 Jankūnas, 14 Andriuškevičius, 15 Javtokas, All. Kęstutis Kemzūra   |
| 4. | Serbia             | Serbia4 Teodosić, 5 Tepić, 6 Rašić, 7 Paunić, 8 Bjelica, 9 Marković, 10 Savanović, 11 Kešelj, 12 Krstić, 13 Perović, 14 Veličković, 15 Mačvan, All. Dušan Ivković                                   |
| 5. | Argentina          | Argentina4 Scola, 5 Prigioni, 6 González, 7 Oberto, 8 J.P. Gutiérrez, 9 Cequeira, 10 Delfino, 11 Quinteros, 12 L. Gutiérrez, 13 Mata, 14 Jasen, 15 Kammerichs, All. Sergio Hernández                |
| 6. | Spagna             | Spagna4 San Emeterio, 5 Fernández, 6 Rubio, 7 Navarro, 8 López, 9 Reyes, 10 Claver, 11 Vázquez, 12 Llull, 13 Gasol, 14 Mumbrú, 15 Garbajosa, All. Sergio Scariolo                                   |
| 7. | Russia             | Russia4 Voroncevič, 5 Kolesnikov, 6 Bykov, 7 Fridzon, 8 Kaun, 9 Žukanenko, 10 Chrjapa, 11 Ponkrašov, 12 Monja, 13 Chvostov, 14 Voronov, 15 Mozgov, All. David Blatt                                 |
| 8. | Slovenia           | Slovenia4 Slokar, 5 Lakovič, 6 Rizvić, 7 S. Bečirovič, 8 Klobučar, 9 Udrih, 10 Nachbar, 11 Dragić, 12 Jagodnik, 13 Zupan, 14 Vidmar, 15 Brezec, All. Mehmed Bečirovič                               |
| 9. | Brasile            | Brasile4 Marcelinho, 5 Nezinho, 6 Murilo, 7 Raulzinho, 8 Alex, 9 Marcelinho Huertas, 10 Leandrinho, 11 Anderson, 12 Guilherme, 13 João Paulo, 14 Marquinhos, 15 Tiago, All. Rubén Magnano           |
| 10. | Australia          | Australia4 Martin, 5 Mills, 6 Gibson, 7 Ingles, 8 Newley, 9 Marković, 10 Barlow, 11 Worthington, 12 Baynes, 13 Andersen, 14 Nielsen, 15 Marić, All. Brett Brown                                     |
| 11. | Grecia             | Grecia4 Vougioukas, 5 Mpourousīs, 6 Zīsīs, 7 Spanoulīs, 8 Calathes, 9 Fōtsīs, 10 Printezīs, 11 Perperoglou, 12 Tsartsarīs, 13 Diamantidīs, 14 Kaimakoglou, 15 Schortsianitīs, All. Jonas Kazlauskas |
| 12. | Nuova Zelanda      | Nuova Zelanda4 Tait, 5 Fitchett, 6 Penney, 7 Vukona, 8 Jones, 9 Kench, 10 Abercrombie, 11 Cameron, 12 Anthony, 13 Frank, 14 Bradshaw, 15 Pledger, All. Nenad Vučinić                                |
| 13. | Francia            | Francia4 Albicy, 5 Batum, 6 Causeur, 7 Koffi, 8 Mahinmi, 9 Jackson, 10 Bokolo, 11 Piétrus, 12 de Colo, 13 Diaw, 14 Gelabale, 15 Traoré, All. Vincent Collet                                         |
| 14. | Croazia            | Croazia4 Ukić, 5 Kus, 6 Popović, 7 Bogdanović, 8 Stipčević, 9 Tomas, 10 Planinić, 11 Tomić, 12 Lončar, 13 Banić, 14 Žorić, 15 Andrić, All. Josip Vranković                                          |
| 15. | Angola             | Angola4 Cipriano, 5 Fortes, 6 Morais, 7 Bonifácio, 8 Paulo, 9 Jerónimo, 10 Gomes, 11 Mbunga, 12 Ambrósio, 13 Almeida, 14 Lutonda, 15 Mingas, All. Luís Magalhães                                    |
| 16. | Cina               | Cina4 Ding, 5 Liu, 6 Yu, 7 Wang S., 8 Jin, 9 Sun, 10 Zhang Z., 11 Yi, 12 Guo, 13 Su, 14 Wang Z., 15 Zhou, All. Bob Donewald                                                                         |
| 17. | Germania           | Germania4 Staiger, 5 Schaffartzik, 6 Günther, 7 Ohlbrecht, 8 McNaughton, 9 Hamann, 10 Greene, 11 Pleiß, 12 Harris, 13 Schwethelm, 14 Benzing, 15 Jagla, All. Dirk Bauermann                         |
| 18. | Porto Rico         | Porto Rico4 Ramos, 5 Barea, 6 Rivera, 7 Arroyo, 8 Vassallo, 9 Díaz, 10 Huertas, 11 Sánchez, 12 Peavy, 13 Balkman, 14 Lee, 15 Santiago, All. Manolo Cintrón                                          |
| 19. | Iran               | Iran4 Nabipour, 5 Davoudi, 6 Davari, 7 Kamrani, 8 Veisi, 9 Zandi, 10 Hassanzadeh, 11 Sahakian, 12 Kazemi, 13 Kardoust, 14 Davarpanah, 15 Haddadi, All. Veselin Matić                                |
| 20. | Libano             | Libano4 Abdel-Nour, 5 Vroman, 6 Mahmoud, 7 Fahed, 8 Rustom, 9 Stephan, 10 Kanaan, 11 Akl, 12 Fakhreddine, 13 Freije, 14 Rida, 15 el-Khatib, All. Tab Baldwin                                        |
| 21. | Costa d'Avorio     | Costa d'Avorio4 Abouo, 5 Diabaté, 6 Soumahoro, 7 Amagou, 8 Konaté, 9 Lamizana, 10 N'Diaye, 11 Assié, 12 Kalé, 13 Tapé, 14 Edi, 15 Koné, All. Randoald Dessarzin                                     |
| 22. | Canada             | Canada4 Anderson, 5 Olynyk, 6 Bell, 7 Bucknor, 8 Brown, 9 Famutimi, 10 A. Rautins, 11 Doornekamp, 12 Sacre, 13 Shepherd, 14 Kendall, 15 Anthony, All. Leo Rautins                                   |
| 23. | Giordania          | Giordania4 al-Najjar, 5 Wright, 6 Abbas, 7 al-Awadi, 8 Hadrab, 9 Soobzokov, 10 Daghles, 11 al-Sous, 12 Zaghab, 13 al-Khas, 14 Hussein, 15 Idais, All. Mário Palma                                   |
| 24. | Tunisia            | Tunisia4 Slimane, 5 Laghnej, 6 Knioua, 7 Dhifallah, 8 Kechrid, 9 Hdidane, 10 Maoua, 11 Ghyaza, 12 Ben Romdhane, 13 Rzig, 14 Braa, 15 Mejri, All. Adel Tlatli                                        |

## Riconoscimenti Giocatori

### MVP del Mondiale
- Kevin Durant

### Miglior formazione del torneo
- G:  Miloš Teodosić
- G:  Hidayet Türkoğlu
- C:  Luis Scola
- A:  Kevin Durant
- A:  Linas Kleiza

## Statistiche
Punti
| Pos. | Name                | G | Pts | PPG  |
| ---- | ------------------- | - | --- | ---- |
| 1    | Luis Scola          | 9 | 244 | 27,1 |
| 2    | Kirk Penney         | 6 | 148 | 24,7 |
| 3    | Kevin Durant        | 9 | 205 | 22,8 |
| 4    | Carlos Delfino      | 9 | 185 | 20,6 |
| 5    | Yi Jianlian         | 5 | 101 | 20,2 |
| 6    | Hamed Haddadi       | 5 | 100 | 20   |
| 7    | Linas Kleiza        | 9 | 171 | 19   |
| 8    | Juan Carlos Navarro | 8 | 135 | 16,9 |
| 9    | José Barea          | 5 | 84  | 16,8 |
| 10   | Leandro Barbosa     | 6 | 97  | 16,2 |

Rimbalzi
| Pos. | Name           | G | Reb. | RPG  |
| ---- | -------------- | - | ---- | ---- |
| 1    | Yi Jianlian    | 5 | 51   | 10,2 |
| 2    | Hamed Haddadi  | 5 | 43   | 8,6  |
| 3    | Zaid Abbas     | 5 | 42   | 8,4  |
| 4    | Luis Scola     | 9 | 71   | 7,9  |
| 5    | Lamar Odom     | 9 | 69   | 7,7  |
| 6    | Ersan İlyasova | 8 | 61   | 7,6  |
| 7    | Levon Kendall  | 5 | 38   | 7,6  |
| 8    | Nenad Krstić   | 6 | 45   | 7,5  |
| 9    | Arsalan Kazemi | 5 | 37   | 7,4  |
| 9    | David Andersen | 5 | 37   | 7,4  |

Assist
| Pos. | Name               | G | Ass. | APG |
| ---- | ------------------ | - | ---- | --- |
| 1    | Pablo Prigioni     | 9 | 58   | 6,4 |
| 2    | Marcelinho Huertas | 6 | 35   | 5,8 |
| 3    | Miloš Teodosić     | 7 | 39   | 5,6 |
| 4    | Osama Daghles      | 5 | 28   | 5,6 |
| 5    | José Barea         | 5 | 27   | 5,4 |
| 6    | Ricky Rubio        | 9 | 46   | 5,1 |
| 6    | Anton Ponkrašov    | 9 | 46   | 5,1 |
| 8    | Souleyman Diabaté  | 5 | 22   | 4,4 |
| 9    | Patty Mills        | 6 | 25   | 4,2 |
| 10   | Goran Dragić       | 9 | 37   | 4,1 |

Stoppate
| Pos. | Name           | G | Blks | BPG |
| ---- | -------------- | - | ---- | --- |
| 1    | Hervé Lamizana | 5 | 16   | 3,2 |
| 2    | Hamed Haddadi  | 5 | 13   | 2,6 |
| 3    | Marc Gasol     | 9 | 21   | 2,3 |
| 4    | Joel Anthony   | 5 | 11   | 2,2 |
| 4    | Salah Mejri    | 5 | 11   | 2,2 |
| 6    | Fran Vázquez   | 9 | 14   | 1,6 |
| 7    | Sergej Monja   | 9 | 12   | 1,3 |
| 8    | Ömer Aşık      | 9 | 11   | 1,2 |
| 9    | Timofej Mozgov | 9 | 9    | 1   |
| 10   | Matt Nielsen   | 6 | 6    | 1   |

Palle recuperate
| Pos. | Name                | G | Stls | SPG |
| ---- | ------------------- | - | ---- | --- |
| 1    | Arsalan Kazemi      | 5 | 14   | 2,8 |
| 2    | Ali Mahmoud         | 5 | 13   | 2,6 |
| 3    | Souleyman Diabaté   | 5 | 12   | 2,4 |
| 4    | Sinan Güler         | 8 | 17   | 2,1 |
| 5    | Pablo Prigioni      | 9 | 18   | 2   |
| 5    | Carlos Delfino      | 9 | 18   | 2   |
| 7    | Leandro Barbosa     | 6 | 12   | 2   |
| 7    | Sun Yue             | 6 | 12   | 2   |
| 9    | Makram Ben Romdhane | 4 | 8    | 2   |
| 9    | Olímpio Cipriano    | 4 | 8    | 2   |

Minuti
| Pos. | Name              | G | Min. | MPG  |
| ---- | ----------------- | - | ---- | ---- |
| 1    | Carlos Delfino    | 9 | 327  | 36,3 |
| 2    | Liu Wei           | 5 | 180  | 36   |
| 3    | Luis Scola        | 9 | 323  | 35,9 |
| 4    | Souleyman Diabaté | 5 | 177  | 35,4 |
| 5    | Yi Jianlian       | 5 | 175  | 35   |
| 6    | Osama Daghles     | 5 | 172  | 34,4 |
| 7    | Rasheim Wright    | 5 | 169  | 33,8 |
| 8    | Hamed Haddadi     | 5 | 163  | 32,6 |
| 9    | Javad Davari      | 5 | 161  | 32,2 |
| 9    | Fadi el-Khatib    | 5 | 161  | 32,2 |

## Qualificazione Olimpica
La squadra campione del mondo, gli Stati Uniti d'America, è qualificata automaticamente al torneo Olimpico 2012.